# Región Olmeca
La Región Olmeca es una división administrativa del estado de Veracruz de Ignacio de la Llave. Tiene una extensión territorial de 17 683.27 km². Colinda al noroeste con la Región de los Tuxtlas y la Región Papaloapan, al sur con el estado de Oaxaca y Chiapas, al oeste con el estados de Tabasco, al norte el golfo de México.

## Municipios

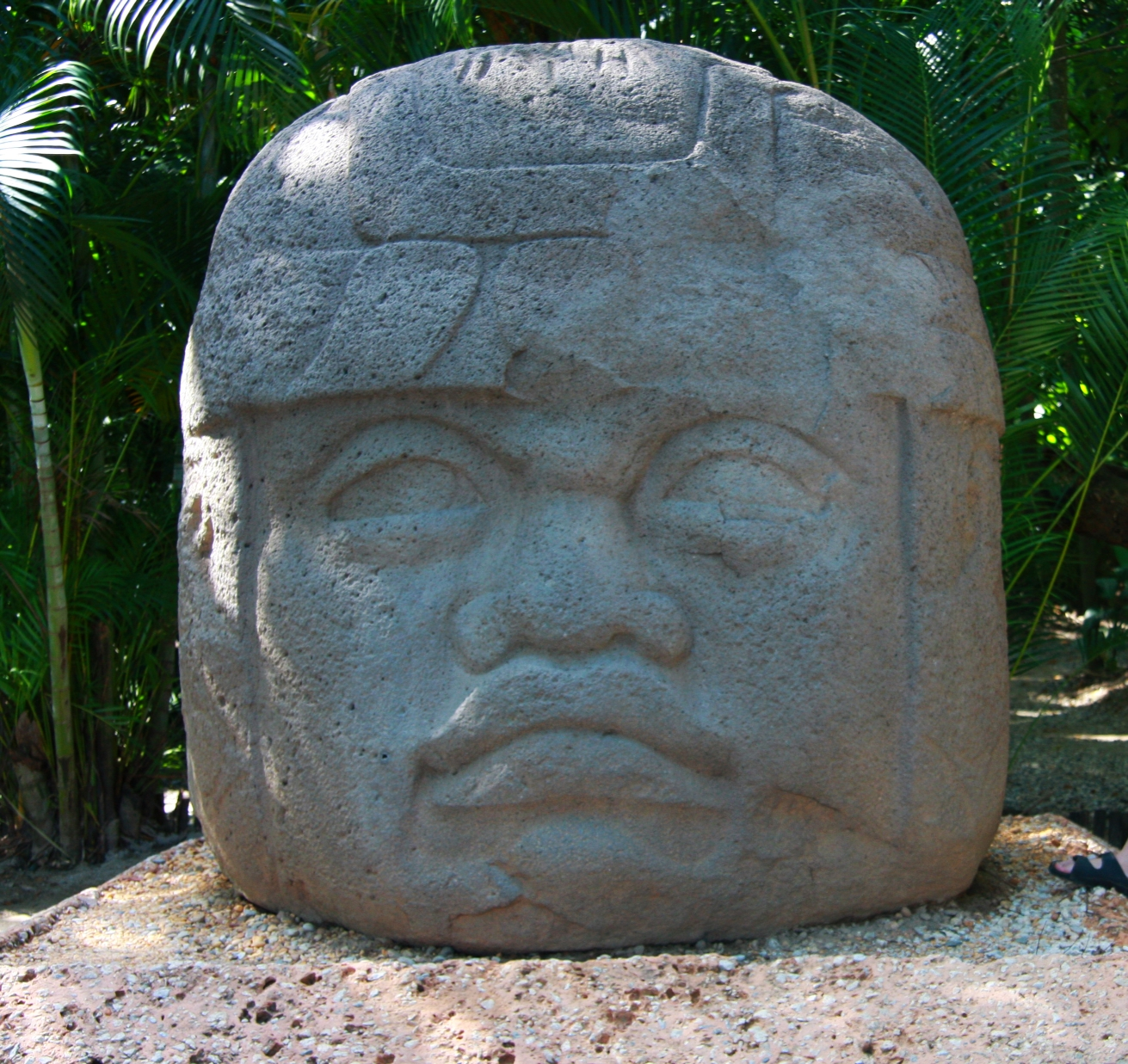
Cabeza olmeca

La región Olmeca es la región más al sur del estado de Veracruz, es la cuna de la civilización más antigua en Mesoamérica y la república mexicana. está situada en las planicies costeras del golfo de México, está integrada por 25 municipios: Minatitlán, Coatzacoalcos, etc.